# Tutti in coperta
Tutti in coperta (Hit the Deck) è un film del 1955 diretto da Roy Rowland

## Produzione
Il film fu prodotto dalla Metro-Goldwyn-Mayer (MGM) (controlled by Loew's Incorporated).

### Musiche
Le scene musicali furono coreografate d Hermes Pan.

## Distribuzione
Distribuito dalla Metro-Goldwyn-Mayer (MGM), il film uscì nelle sale cinematografiche USA il 4 marzo 1955 dopo essere stato presentato in prima il 24 febbraio nel Maryland e il 3 marzo a New York.